# Per Johan Hægerstrand
Per Johan Hægerstrand, född 17 december 1826 i Gävle, död där 31 oktober 1905, var en svensk skeppsklarerare och skeppsredare.
Hægerstrand var från 1859 verksam i Gävle, där han 1871 grundade rederibolaget Norden, för vilket han blev huvudredare och verkställande direktör. Han ledde sedermera Ångfartygs AB Gefle, bildat 1883, Rederi AB Drott, bildat 1894, rederibolaget Levant 1894, Rederi AB Phoenix 1897 och Rederi AB Heros 1899.
Hægerstrand var ledamot av stadsfullmäktige från dess inrättande 1863 till slutet av 1890-talet. Han var ordförande i direktionen för Navigationsskolan i Gävle från 1886 och mångårig ordförande i handels- och sjöfartsnämnden, vice ordförande i direktionen för sjömanshuset och huvudman för sjömanshemmet. Han var portugisisk vice konsul från 1880 och brasiliansk från 1891 samt ledamot av centralstyrelsen för Gefleborgs Enskilda Bank från 1885. Hægerstrand är begravd på Gamla kyrkogården i Gävle.